# Nokia
Nokia – fińskie przedsiębiorstwo zajmujące się technologiami telekomunikacyjnymi. Znane z produkcji telefonów komórkowych. W kwietniu 2014 dział urządzeń i usług został przejęty przez Microsoft, a w maju 2016 dział telefonów podstawowych (ang. featurephone) został odkupiony przez FIH Mobile (Foxconn) oraz HMD Global, który odkupił również 10-letnią licencję na prawa do korzystania z marki Nokia.
Przedsiębiorstwo założone zostało w roku 1865 jako fabryka masy papierniczej, następnie zajmowało się produkcją kabli i galanterii gumowej. Przedsiębiorstwo zaczęło używać nazwy Nokia, po przeniesieniu produkcji do miasta Nokia w Finlandii. Po przeprowadzce przedsiębiorstwo weszło w branżę elektroniczną, produkując elektronikę użytkową: telewizory, magnetowidy, zestawy do odbioru telewizji satelitarnej, a także podzespoły elektroniczne. Nokia przez krótki okres produkowała własne roboty przemysłowe. Wraz z rozwojem branży informatycznej oraz komputeryzacji przedsiębiorstwo rozszerzyło branżę o monitory komputerowe, a następnie o urządzenia dla telefonii komórkowej oparte na układach cyfrowych, telefony i interfejsy, by w końcu całą produkcję skoncentrować głównie na rynku telefonii cyfrowej. Spółką-córką jest producent opon Nokian Tyres.
Główna siedziba firmy Nokia znajduje się w Keilalahti w miejscowości Espoo w Finlandii.

## Historia
Przedsiębiorstwo powstało 12 maja 1865 roku, w którym inżynier górnictwa Fredrik Idestam założył w południowo-zachodniej Finlandii zakład przetwórstwa drewna. Ponieważ przemysł stawał się coraz bardziej energochłonny, firma budowała nawet własne elektrownie. W 1898 powstały Fińskie zakłady gumowe w innym miejscu kraju. Przy produkcji wyrobów gumowych i związanych z nimi związków chemicznych stosowano szczytowe osiągnięcia techniki i najnowsze wynalazki w tamtych latach. Kolejnym przełomem technicznym była elektryfikacja domów i fabryk, która w 1912 roku doprowadziła do założenia Fińskiej Fabryki Kabli i rozpoczęcia produkcji kabli do telegrafów oraz na potrzeby nowego, nieznanego dotychczas urządzenia – telefonu. Były olimpijczyk Verner Weckman został prezesem Fińskiej Fabryki Kabli w 1937 roku. W 1960 roku, po pięćdziesięciu latach istnienia fabryki kabli, założono dział elektroniczny, który utorował drogę do nowej ery telekomunikacji. Wtedy właśnie zaczęły się początki współczesnej NOKII. Dwa lata później Dział elektroniczny Fabryki Kabli produkował pierwsze elektryczne urządzenie dla elektrowni atomowej. Firma Nokia Corporation powstała w 1967 roku w wyniku połączenia firmy Nokia – dawnej fabryki papieru – z Fińskimi Zakładami Gumowymi i Fińską Fabryką Kabli.
W 1977 roku Nokia zakupiła licencję na produkcję cyfrowych centrali telefonicznych od firmy Alcatel. W tym samym roku powstała spółka Telefenno wraz z firmą Televa. Dzięki tej współpracy powstała centrala telefoniczna DX 200. Ostatecznie Telefenno stało się częścią Nokii.
W 1979 roku rozpoczęto działalność firmy Mobira Oy jako wspólnego przedsięwzięcia firmy Nokia oraz czołowego fińskiego producenta telewizyjnego Salora. W 1981 roku w Skandynawii uruchomiono NMT, pierwszą na świecie sieć telefonii komórkowej, a firma Nokia wyprodukowała do niej pierwsze modele telefonów samochodowych. Nokia wprowadziła przenośny telefon Mobira Talkman.
W roku 1987 firma Nokia wprowadziła pierwszy naprawdę poręczny telefon przenośny – Mobira Cityman. I nareszcie po czterech latach urządzenia Nokia zostały wykorzystane do zrealizowania pierwszej rozmowy telefonicznej w standardzie GSM.
W 1982 roku Nokia wykupiła spółkę Mobira.
W 1992 roku Jorma Ollila, ówczesny prezes Nokia Mobile Phones, został mianowany szefem całej Grupy Nokia. Po kilku miesiącach na rynek wszedł pierwszy mikrotelefon, Nokia 1011. Następnym telefonem była Nokia 2110 wyposażona w Nokia Tune. Trzy lata później Nokia wprowadziła model 6110 wyposażony w klasyczną grę na telefon komórkowy – Snake. Po takich osiągnięciach firma Nokia stała się światowym liderem w produkcji telefonów komórkowych. Nokia wprowadziła pierwszy telefon z zastosowaniem technologii WAP, był to model 7110.
Do 2020 roku przedsiębiorstwem kierował Rajeev Suri. We wrześniu 2020 jego stanowisko objął Fin – Pekka Lundmark. W kwietniu 2025 roku jego rolę przejął Justin Hotard.

## Działalność
Przedsiębiorstwo produkowało telefony na platformach S40 i S60, wcześniej także S80 (Communicator) – te ostatnie wyposażone w system operacyjny Symbian. Jest on instalowany w telefonach serii N (np. N73, N76, N79, N82, N95, N95 8GB, N96, N86, N86 8MP, N97, N8), serii E (np. E50, E60, E90, E51, E52, E63, E71, E72, E5, E7) serii C (np. C5, C6, C7), ale także i w aparatach spoza tych serii, np. 6120, X6, X5, 5800 XpressMusic, 5630 XpressMusic, 5530 Xpressmusic, 5230, 6720 classic, 6710 Navigator. Seria N jest przeznaczona do zastosowań multimedialnych – wskazują na to takie cechy, jak duży ekran, głośniki stereofoniczne, a seria E do zastosowań biznesowych – dedykowane klawisze do kalendarza, edycji tekstów, w wielu modelach biznesowych jest także pełna klawiatura QWERTY, dostęp do internetu, maili, GPS, Wi-Fi itp. oraz charakterystyczny kształt. Dla mniej zaawansowanego użytkownika przeznaczone są telefony S40 – od telefonów z wyświetlaczami o rozdzielczości zaledwie 128x160 pikseli, o przekątnej 1,5 cali, bez slotu kart pamięci (Nokia 6070, 3120, 2220 slide, 2610, 2323 classic, 2330 classic) aż po zaawansowane smartfony z wyświetlaczami o rozdzielczości 320x240, o przekątnej 2,6 cali, z modułem Wi-Fi, modułem GPS, z obsługą Bluetooth, UMTS, posiadających wbudowane aparaty fotograficzne z autofokusem, o dużych rozdzielczościach matrycy, z wbudowanymi głośnikami stereo (Nokia X3, C3, 2710 navigation, 6233, 6600i slide, 6700 classic, 6260 slide).

### Produkcja telefonów komórkowych

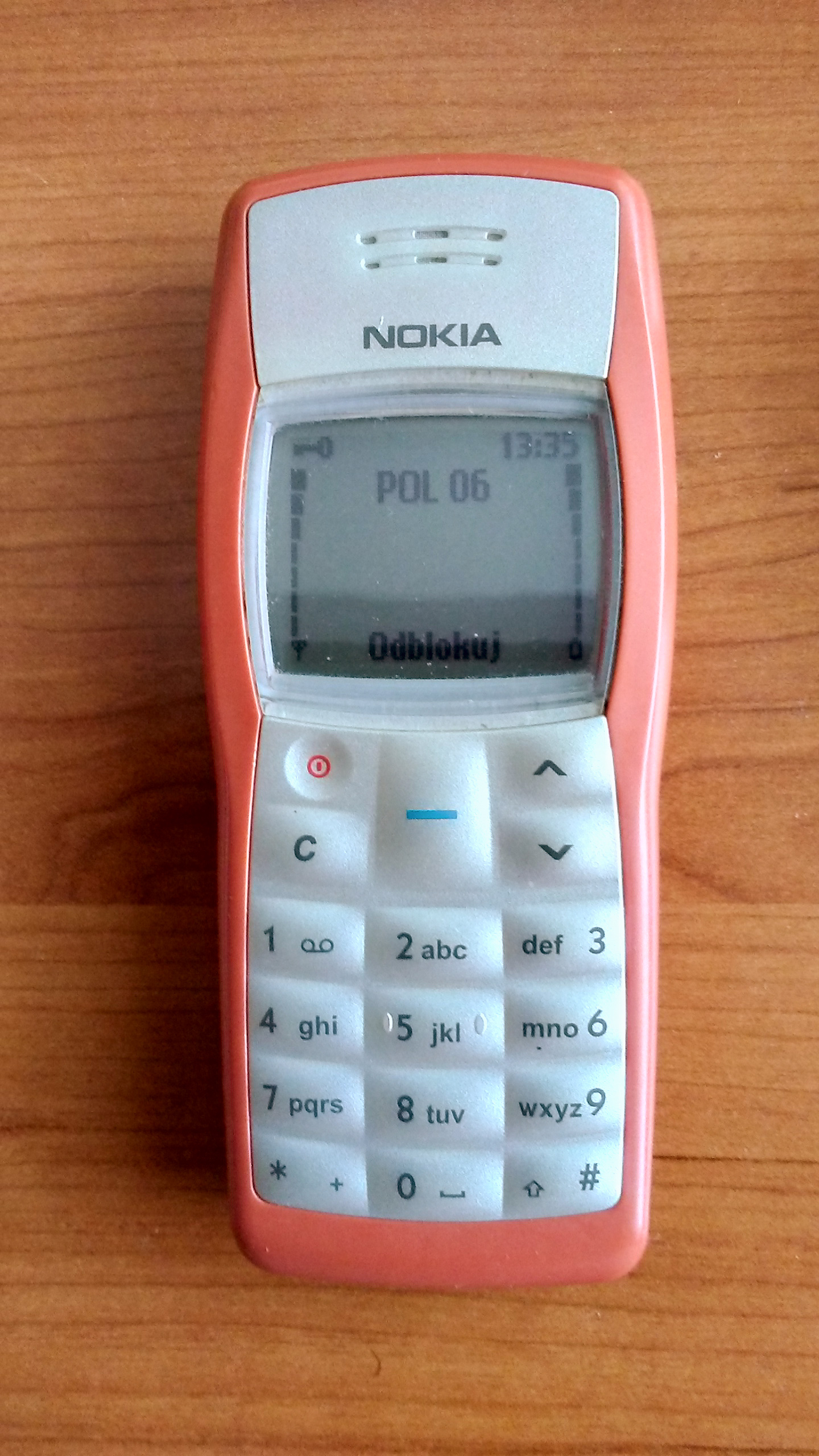
Nokia 1100, najlepiej sprzedawany model Nokii w 2005 roku

W roku 2008 Nokia sprzedała 468,4 mln telefonów komórkowych na całym świecie. Firma z 39,7% udziału w rynku, w tym okresie utrzymała się na pierwszym miejscu, jako lider rynku komórkowego.
Liczba sprzedanych na świecie telefonów w drugim kwartale tego roku wyniosła 303 miliony sztuk, z czego ponad jedna trzecia należy do Nokii. W tym samym kwartale poprzedniego roku producent wyprodukował o 23% mniej urządzeń. 
Największym rynkiem zbytu dla Nokii jest Azja, gdzie sprzedano 36,4 milionów telefonów. Na drugim miejscu jest Europa z wynikiem 27,1 milionów. Najmniej zainteresowani produktami Nokii są Amerykanie. Tam sprzedano ok. 7,5 miliona urządzeń.

### Nokia obecnie
21 czerwca 2011 Nokia dodała nowy system operacyjny MeeGo do Nokia N9, jednak w dniu premiery Nokia „uśmierciła” go zapowiadając, że nie będzie rozwijany. W 2011 roku zaprezentowała pierwszy telefon z Windows Phone 7.5 czyli Nokia Lumia 800, odchodząc tym samym pierwszy raz od własnych systemów operacyjnych.
We wrześniu 2012 roku miała miejsce prezentacja pierwszych smartfonów Nokia Lumia działających pod kontrolą systemu Windows Phone 8 – Nokia Lumia 820 i Nokia Lumia 920.
Nokia straciła pozycję lidera producenta telefonów komórkowych, głównie ze względu na rosnącą konkurencję oraz nierozsądne gospodarowanie rezerwami finansowymi. W wyniku pogarszającej się sytuacji firmy zarząd przewiduje, że do końca 2013 r. zwolni ponad 10 tysięcy pracowników.
We wrześniu 2013 ogłoszono zawarcie transakcji, w ramach której Microsoft przejmie od Nokii dział urządzeń za 5,44 mld euro. Dnia 25 marca 2014 roku transakcja została zakończona, a były szef Nokii – Stephen Elop, za czasów którego Nokia prawie zbankrutowała – został wykonawczym wiceprezesem nowego działu urządzeń w Microsoft. Przy Nokii pozostał między innymi dział usług w tym map nawigacyjnych „Here” oraz dział rozwoju.

## Nokia i Android
Nokia stworzyła kilka smartfonów z Androidem do wewnętrznych testów, szykując się do przejścia na ten system, działo się to przed zawarciem umowy z Microsoftem, na mocy której przejął on cały dział Lumii. Testowane smartfony Lumia z Androidem były elementem planowanego na koniec 2014 roku odejścia od Microsoftu.
24 lutego 2014 w Barcelonie pokazane zostały pierwsze trzy smartfony z systemem Android: Nokia X, Nokia X+ i Nokia XL. Telefony mają „kafelkowy” interfejs przypominający rozwiązania z Windows Phone. Ponadto telefony zostały całkowicie pozbawione aplikacji od Google takich jak Sklep Play, Gmail, Mapy Google itp., a zastąpione zostały rozwiązaniami firmy Microsoft.
24 czerwca 2014 na targach Mobile World Congress (MWC) w Barcelonie Microsoft zaprezentował następcę modelu X – smartfon Nokia X2. Został on wyposażony w procesor Qualcomm Snapdragon 200 o taktowaniu 1,2 GHz, 1 GB pamięci RAM i 4 GB pamięci ROM oraz 4.3 calowy ekran o rozdzielczości 480 x 800 px. System operacyjny smartfona to, podobnie jak u poprzedników, zmodyfikowana wersja Androida – Nokia X Software Platform 2.0.
17 lipca 2014 Stephen Elop, wiceprezes działu urządzeń Microsoftu, wydał oświadczenie, w którym zapowiedział zakończenie projektu Nokia X. Oznajmił ponadto, że projekty i produkty realizowane w ramach projektu Nokia X zostaną jak najszybciej zaadaptowane na potrzeby smartfonów z Windows Phone oraz że istniejące smartfony Nokii z Androidem nie będą dalej wspierane.
W 2016 roku Microsoft przestał produkować smartfony i sprzedał markę Nokia oraz powiązane licencje i usługi. Tym samym marka Nokii wróciła do Finlandii, ale pod szyldem firmy HMD Global. Od tej pory telefony Nokia są sprzedawane z systemem Android. Nowe telefony Nokii są prezentowane na witrynie firmy Nokii np. Nokia 9 PureView. Przy czym dział telefonów na witrynie Nokii jest zarządzany przez HMD Global.